# Winznau
Winznau ist eine politische Gemeinde im Bezirk Gösgen des Kantons Solothurn in der Schweiz.

## Geographie

Luftbild (1970)

Winznau liegt auf 403 m ü. M., zwischen Olten und Aarau, 2,5 km ostnordöstlich der Stadt Olten (Luftlinie). Das Dorf erstreckt sich am nördlichen Rand der weiten Niederung des Aaretals, am Jurasüdfuss, im Osten des Solothurner Mittellandes.
Die Fläche des 4,0 km² grossen Gemeindegebiets umfasst einen Abschnitt des Solothurner Niederamtes. Die südliche Grenze verläuft entlang der alten Aare. Ein Grossteil des Wassers der Aare wird westlich von Winznau in einen Seitenkanal (Gösger Kanal) abgeleitet und durch das bei Niedergösgen gelegene Elektrizitätswerk Olten-Gösgen genutzt. Der westliche Teil des so genannten Schachen, der Insel zwischen dem ursprünglichen Aarelauf und dem Gösger Kanal, gehört ebenfalls zu Winznau. Von der Aare erstreckt sich der Gemeindeboden nordwärts über die Talniederung und die angrenzenden Schotterterrassen bis in das Tägermoos (Ebene südlich von Lostorf) und auf den Balmis (483 m ü. M.).
In einem schmalen Streifen erstreckt sich der Gemeindeboden nach Nordwesten und umfasst dabei das Tal des Dorfbachs. Er reicht über die südlichen Vorberge des Juras (Chöpfli, 507 m ü. M., und Stellichopf, 667 m ü. M.), welche jeweils mit Felskanten steil gegen das Aaretal bei Olten abfallen. Im äussersten Nordwesten wird auf der Sonnenweide am Südhang des Dottenbergs mit 851 m ü. M. der höchste Punkt von Winznau erreicht. Von der Gemeindefläche entfielen 1997 17 % auf Siedlungen, 42 % auf Wald und Gehölze, 37 % auf Landwirtschaft und etwas weniger als 4 % war unproduktives Land.
Zu Winznau gehören verschiedene Einzelhöfe. Nachbargemeinden von Winznau sind Lostorf, Obergösgen, Dulliken, Olten und Trimbach.

## Bevölkerung
Mit 2058 Einwohnern (Stand 31. Dezember 2023) gehört Winznau zu den mittelgrossen Gemeinden des Kantons Solothurn. Von den Bewohnern sind 93,8 % deutschsprachig, 1,6 % albanischsprachig und 1,5 % sprechen Italienisch (Stand 2000). Die Bevölkerungszahl von Winznau belief sich 1850 auf 350 Einwohner, 1900 auf 392 Einwohner. Im Verlauf des 20. Jahrhunderts wurde eine stetige Bevölkerungszunahme verzeichnet (1970 wurden 1263 Einwohner gezählt).

## Wirtschaft
Winznau war bis in die zweite Hälfte des 20. Jahrhunderts ein vorwiegend durch die Landwirtschaft geprägtes Dorf. Noch heute haben der Ackerbau, der Obstbau und die Viehzucht sowie die Forstwirtschaft einen gewissen Stellenwert in der Erwerbsstruktur der Bevölkerung. Weitere Arbeitsplätze sind im lokalen Kleingewerbe und im Dienstleistungssektor vorhanden. Kleinere Industrie- und Gewerbezonen entstanden vor allem am östlichen Dorfrand und auf dem Schachen. Heute sind in Winznau Betriebe des Bau- und Transportgewerbes, des Gartenbaus, mechanische Werkstätten, ein Sandstrahlwerk und Schreinereien vertreten. Auch befindet sich die regionale Kläranlage des Zweckverbands Abwasserregion Olten (mit ca. 50'000 angeschlossenen Personen), zwischen Gösger Kanal und Aare liegend, auf Winznauer Gemeindegebiet. In den letzten Jahrzehnten hat sich das Dorf zu einer Wohngemeinde entwickelt. Viele Erwerbstätige sind deshalb Wegpendler, die hauptsächlich in den Regionen Olten und Aarau arbeiten.

## Verkehr
Die Gemeinde ist verkehrsmässig recht gut erschlossen. Sie liegt an der Verbindungsstrasse von Olten entlang dem nördlichen Aareufer via Niedergösgen nach Aarau. Der nächste Anschluss an die Autobahn A1 (Bern–Zürich) befindet sich rund 8 km vom Ortskern entfernt. 

### Nahverkehr
Durch eine Buslinie der BOGG (Busbetrieb Olten Gösgen Gäu), ist Winznau an das Netz des öffentlichen Verkehrs angebunden.
- 501 Schönenwerd Bahnhof – Olten Bahnhof – Wangen bei Olten – Rickenbach – Hägendorf – Egerkingen Gäupark
- 507 (-Rohr b. Olten) – Stüsslingen Jura – Lostorf Dorfplatz – Obergösgen Dorf – Winznau Dorf – Trimbach – Olten Bahnhof – Wangen bei Olten – Kappel SO – Gunzgen – Härkingen – Egerkingen Bahnhof

Winznau ist auch an das Nachtnetz angebunden nach Olten sowie Schönenwerd.
- N57 Schönenwerd Bahnhof – Niedergösgen – Obergösgen – Winznau – Olten

## Geschichte
Winznau kann auf eine sehr lange Siedlungstradition zurückblicken. Das Gemeindegebiet war, insbesondere wegen des Vorkommens von Silex, aus dem frühzeitliche Werkzeuge hergestellt wurden, bereits während der Altsteinzeit vor mehr als 10000 Jahren bewohnt. Aus dieser Zeit stammen verschiedene Werkzeugfunde. Eisenzeitliche Grabhügel im Hardwald weisen auf eine Besiedlung durch die Kelten hin. Auch aus der Römerzeit wurden geringe Siedlungsspuren gefunden.
Die erste urkundliche Erwähnung des Ortes erfolgte 1266 unter dem Namen Winzenowa. Später erschienen die Bezeichnungen Winznow (1308) und Wintznouwe (1360). Der Ortsname setzt sich aus dem althochdeutschen Personennamen Win(i)zo und dem Wort owa (Au) zusammen und bedeutet demnach so viel wie Au des Win(i)zo.
Seit dem Mittelalter unterstand Winznau dem von den Grafen von Frohburg verwalteten Buchsgau. Im 13. Jahrhundert ist auch das Ministerialengeschlecht der Ritter von Winznau nachgewiesen. Im Jahr 1367 kam das Dorf an die Grafen von Nidau, 1375 als habsburgisches Lehen an die Thiersteiner und 1418 an die Falkensteiner, welche die Herrschaft Gösgen besassen. Durch Kauf gelangte Winznau 1458 an die Stadt Solothurn und wurde nun der Vogtei Gösgen und dem Gerichtskreis Dulliken zugeordnet. Nach dem Zusammenbruch des Ancien Régime (1798) gehörte Winznau während der Helvetik zum Verwaltungsbezirk Solothurn und ab 1803 zum Bezirk Gösgen.
Da die Aare bei Hochwasser jeweils grosse Überschwemmungen verursachte, war die Niederterrasse im Bereich von Winznau nicht besiedelbar. Mit dem Bau des Gösger Kanals in der Zeit von 1913 bis 1917 wurde die Aare reguliert, was einen bedeutenden Wandel des Landschaftsbildes nach sich zog. Weite Teile der Talaue wurden trockengelegt und neues Kulturland und Siedlungsgebiet gewonnen.

## Sehenswürdigkeiten
Im Mittelalter stand in Winznau die Kapelle Sankt Johann Baptista, die während der Reformationswirren zerstört worden war und erst 1644 wieder aufgebaut wurde. Diese Kapelle wurde 1887 zur Pfarrkirche der Kirchgemeinde Winznau erhoben (vorher waren die Winznauer zunächst nach Lostorf, dann nach Obergösgen pfarrgenössig). 1924 fand die Einweihung der neuen Pfarrkirche Sankt Karl Borromäus statt, welche im neubarocken Stil errichtet wurde.

## Bilder

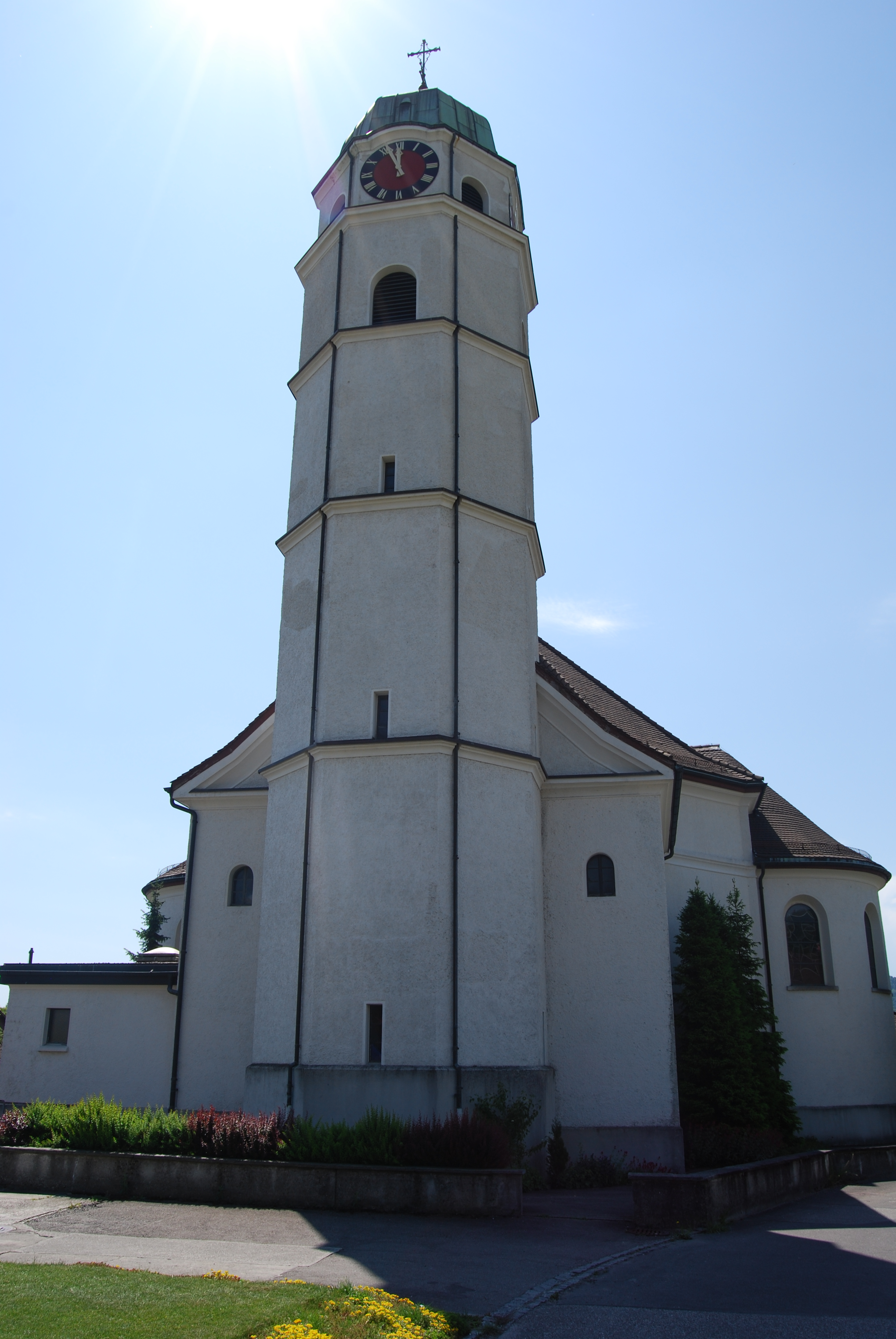
Turm der Kirche Sankt Karl Borromäus
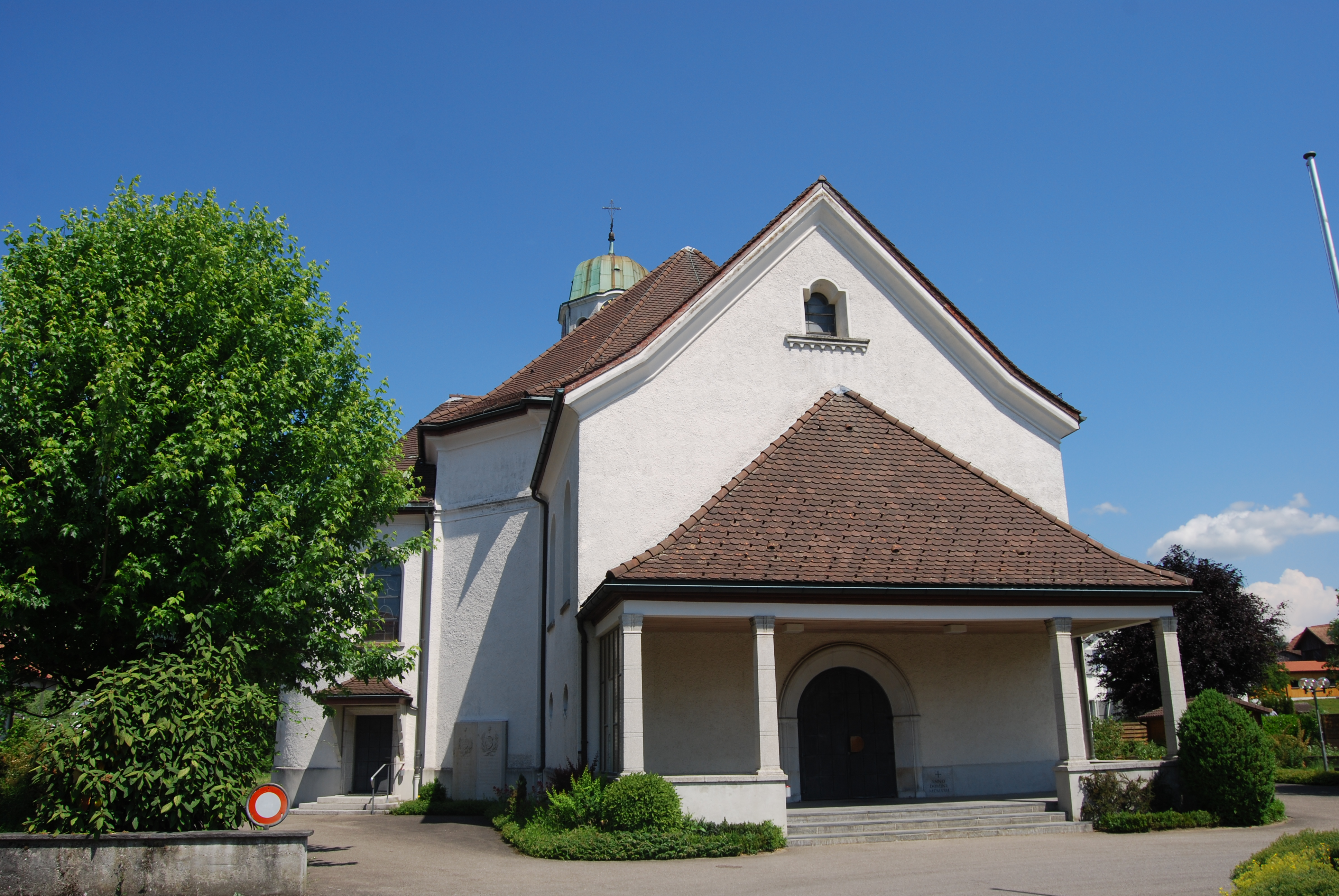
Kirche Sankt Karl Borromäus
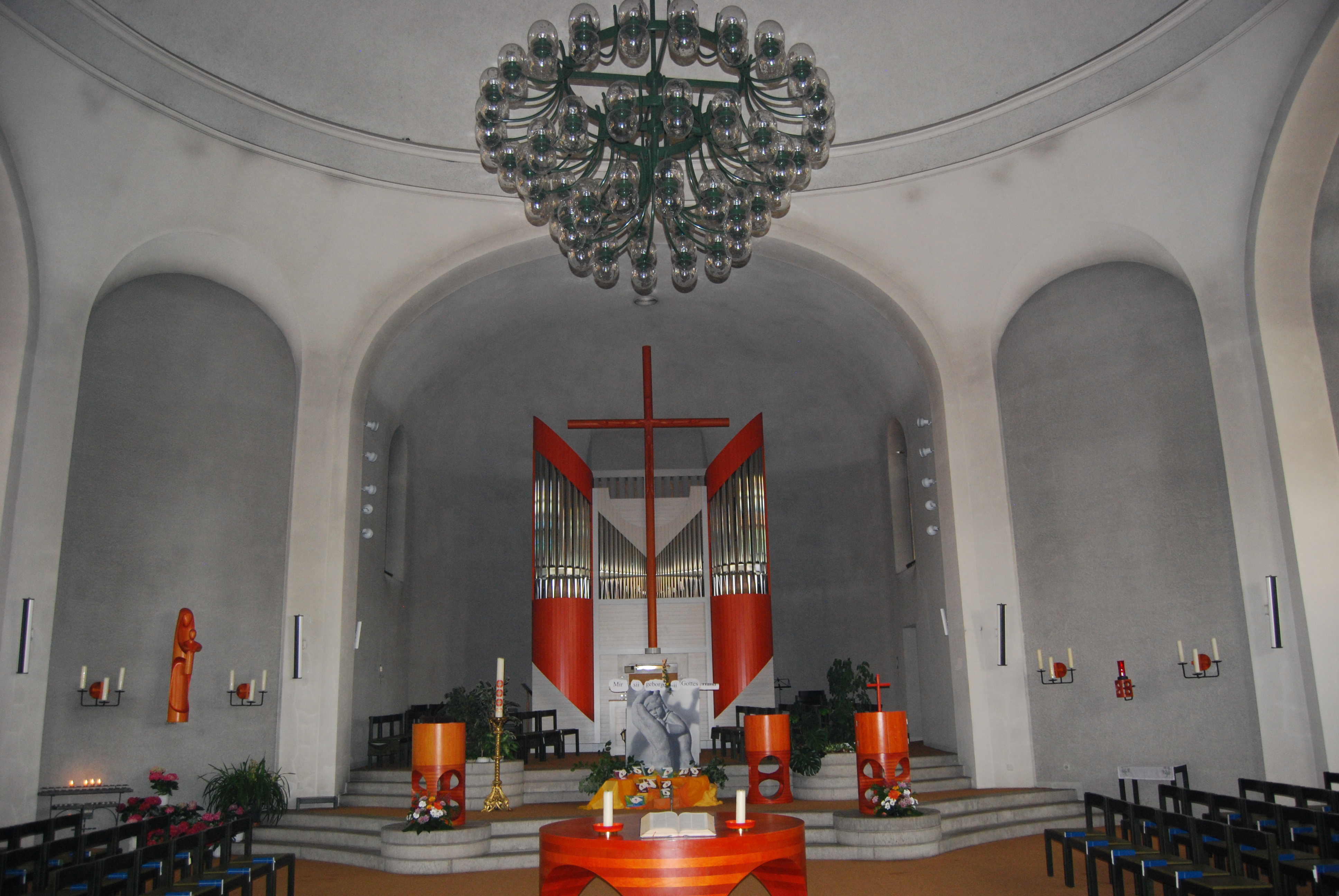
Kirche Sankt Karl Borromäus, Innenansicht
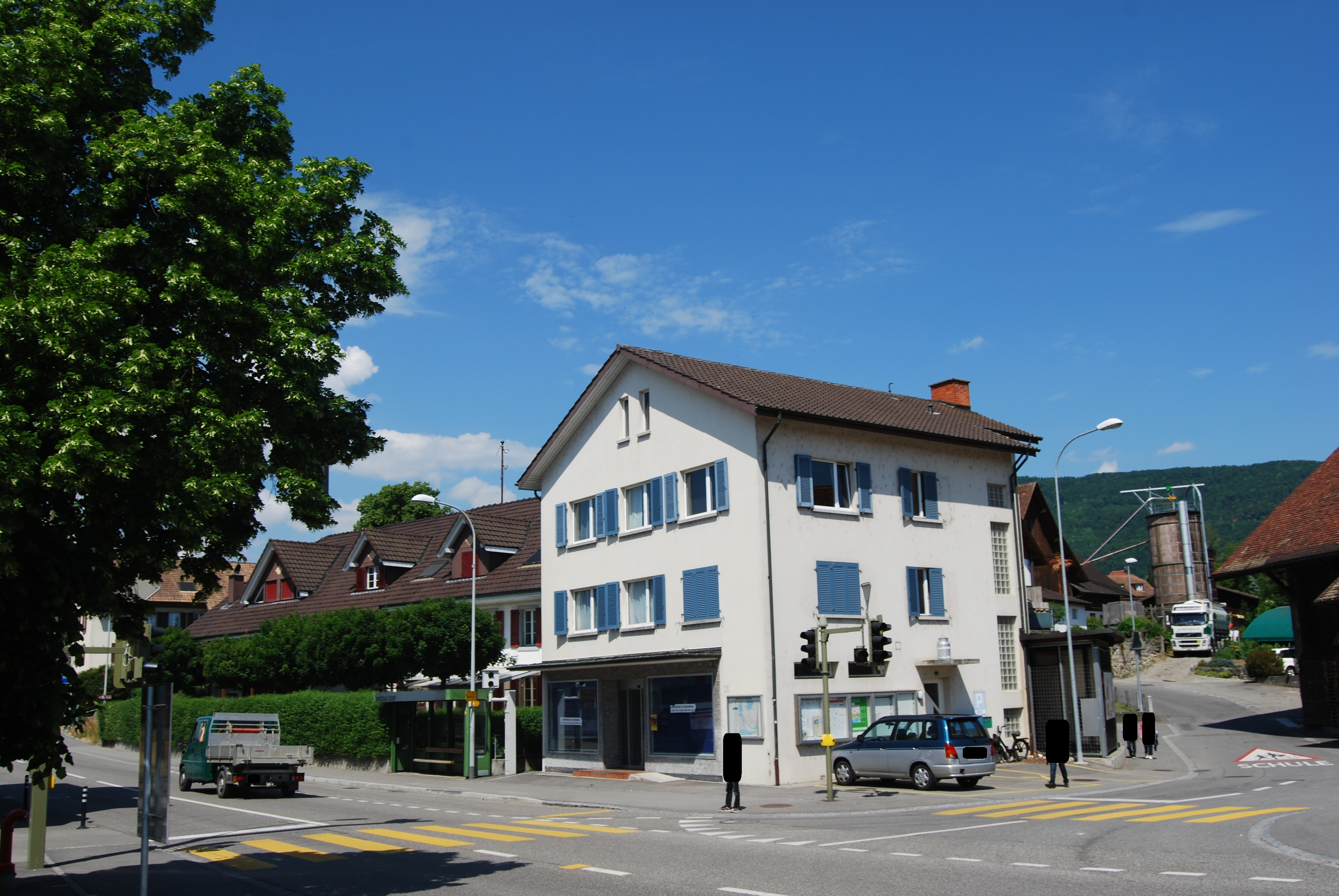
Kreuzung im Dorfzentrum
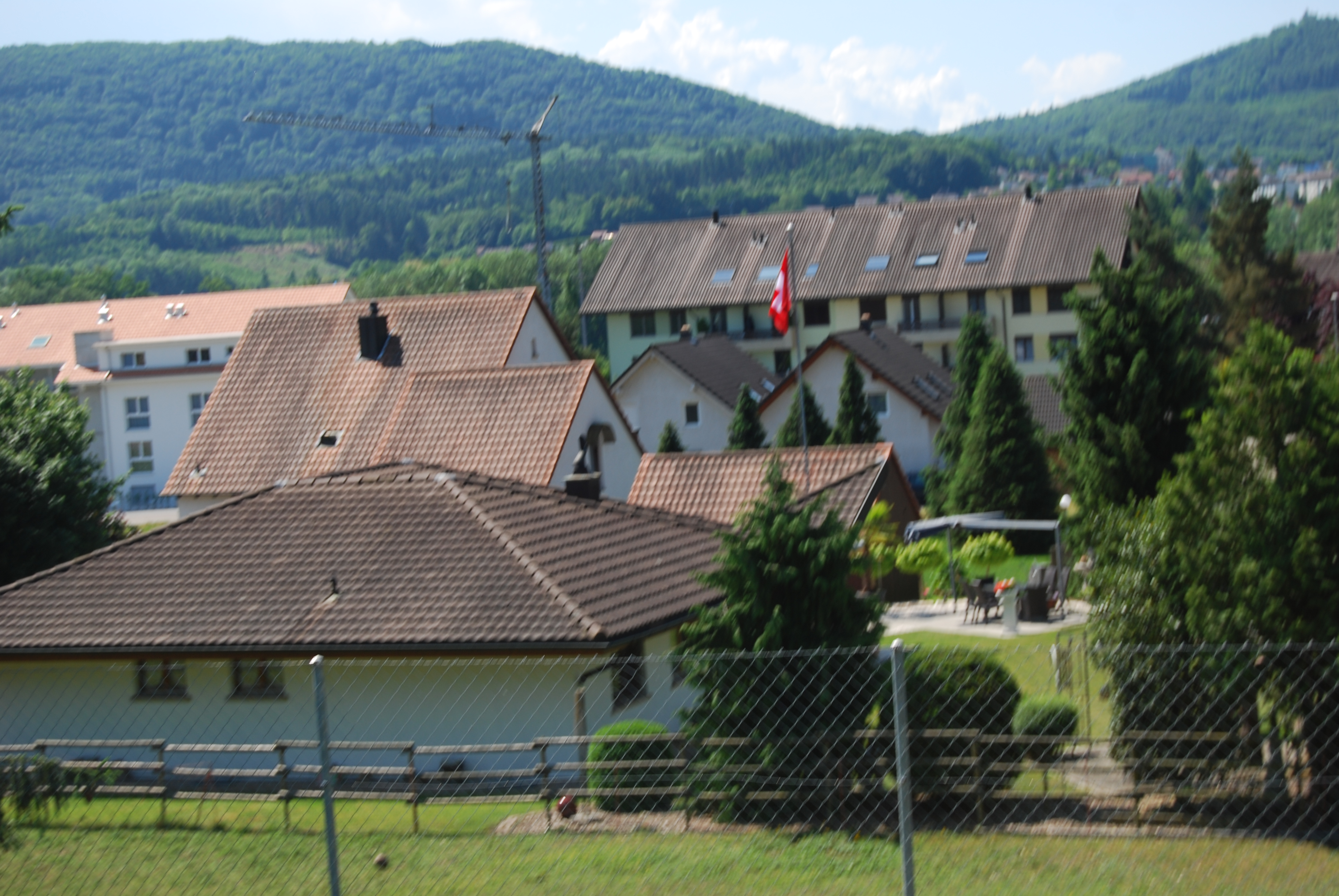
Sicht von der Dorfstrasse nach  Süden
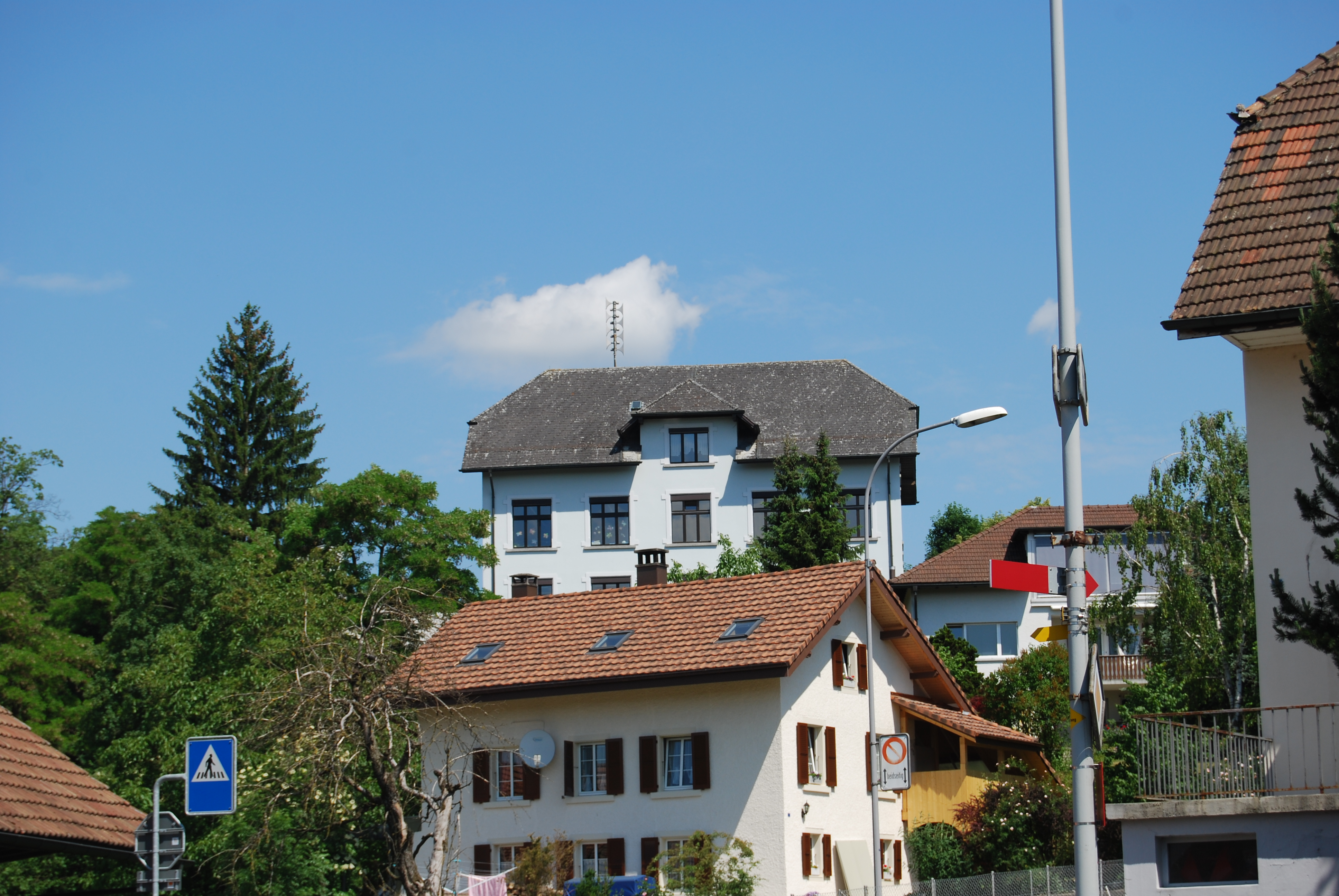
Schule
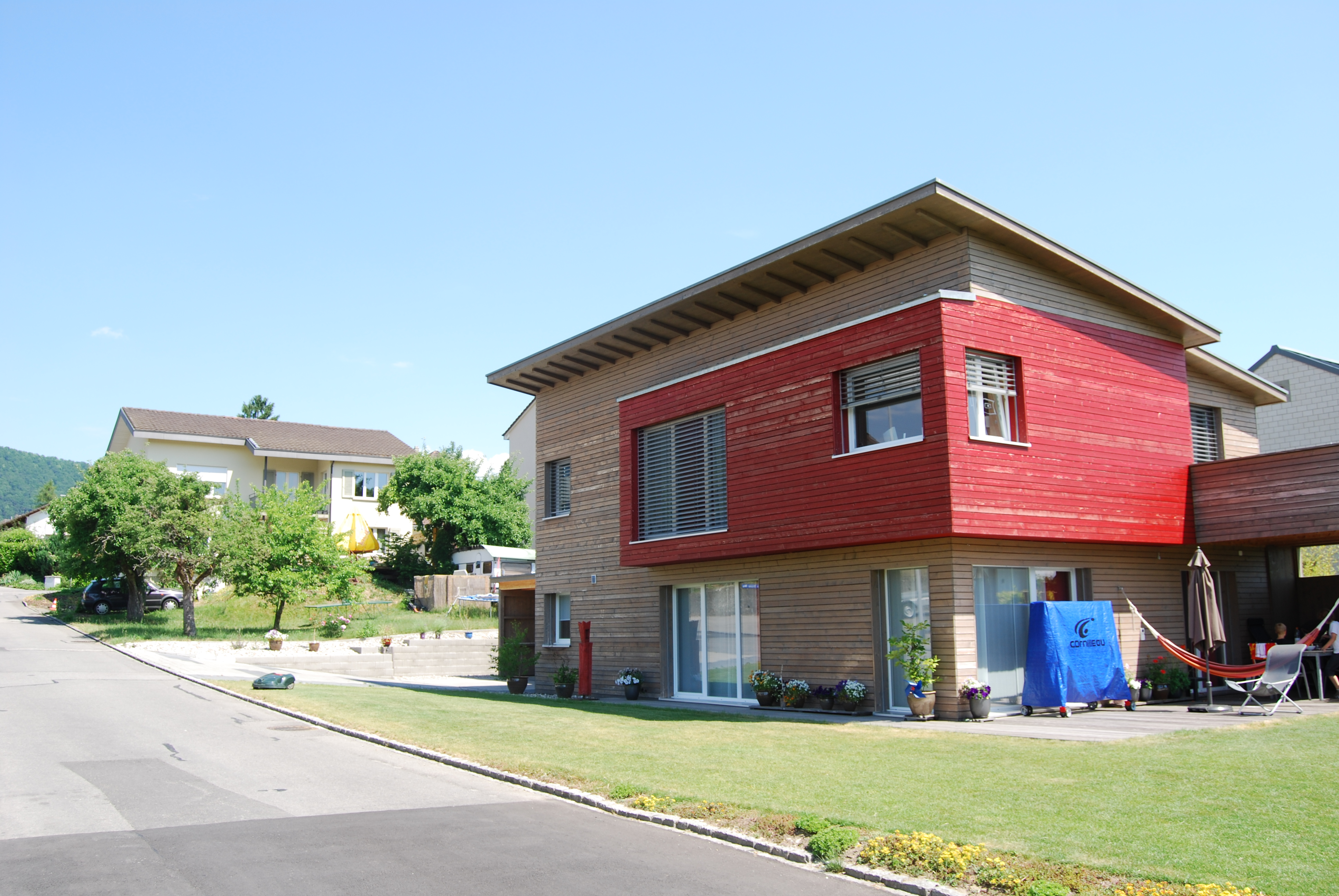
Hölzernes Wohnhaus
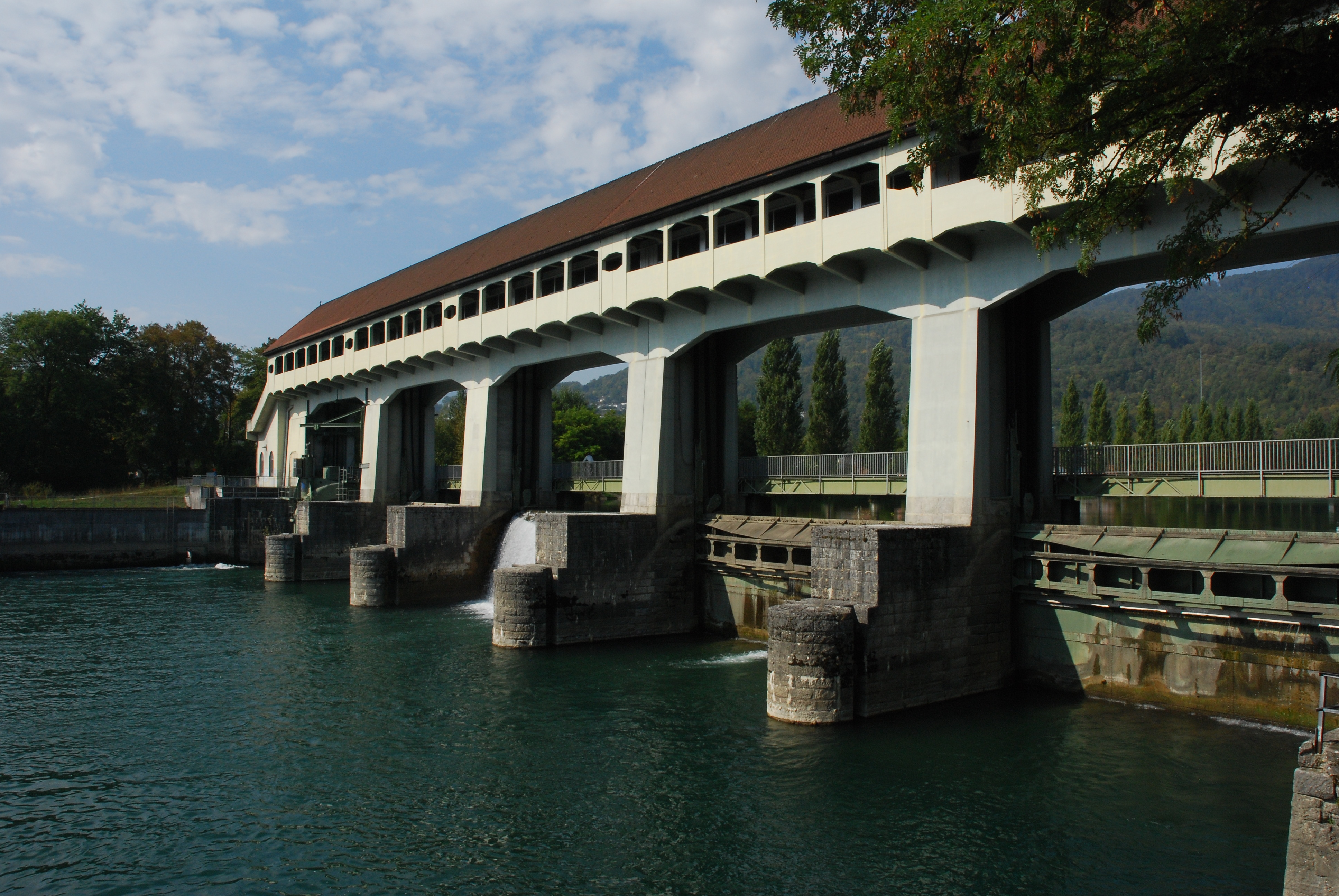
Stauwehr Winznau

## Wappen
Blasonierung
In Gelb fünfblättriger grüner Rebzweig mit zwei grünen Ranken
Das Wappen ist angelehnt an die fälschlicherweise angenommene Herkunft des Ortsnamens von Winzer.